# Vittofsjordfly
Vittofsjordfly (Peridroma saucia) är en fjärilsart som beskrevs av Jacob Hübner 1808. Vittofsjordfly ingår i släktet Peridroma och familjen nattflyn. Arten förekommer tillfälligt i Sverige, men reproducerar sig inte. Inga underarter finns listade i Catalogue of Life.

## Bildgalleri

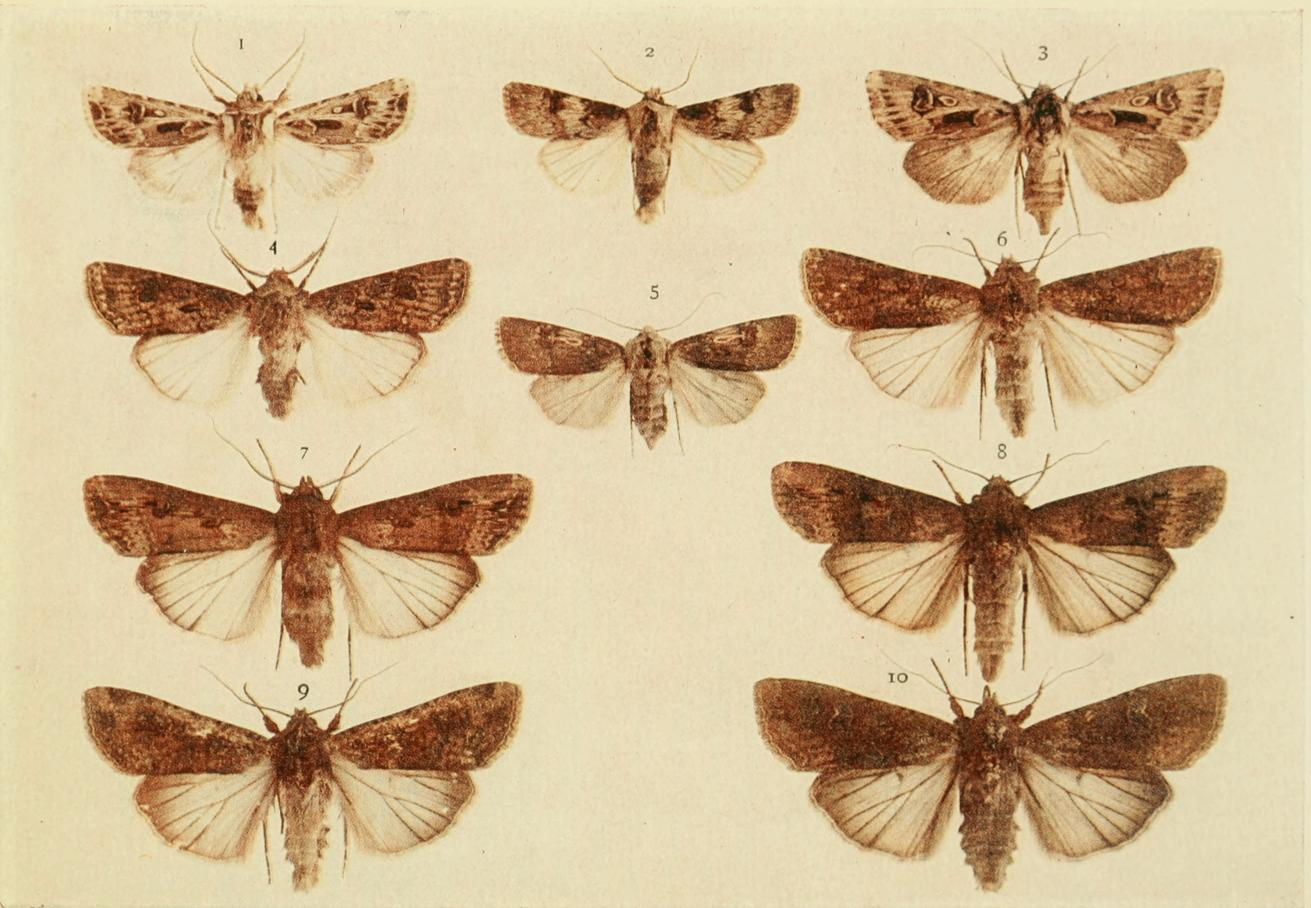
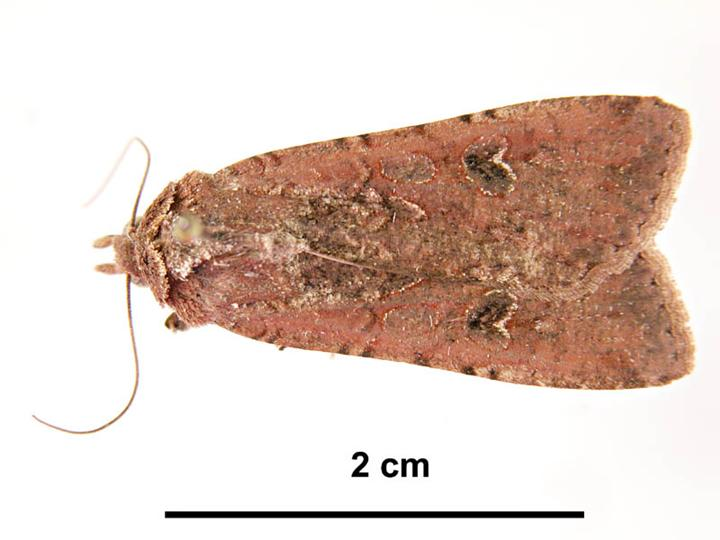
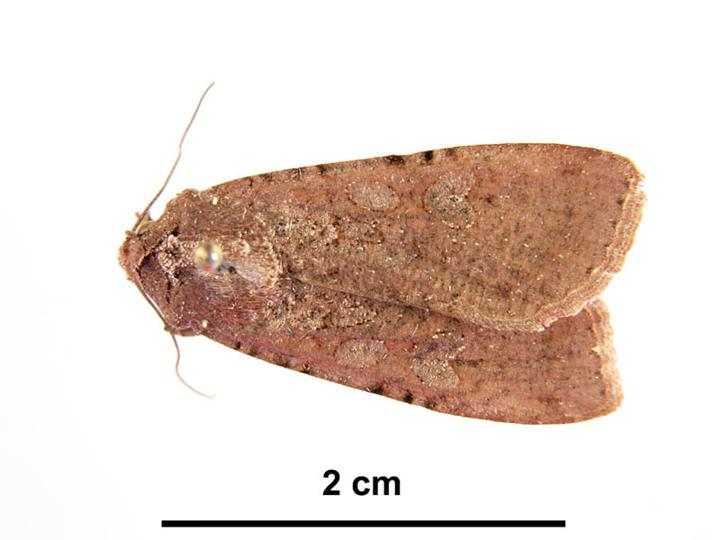
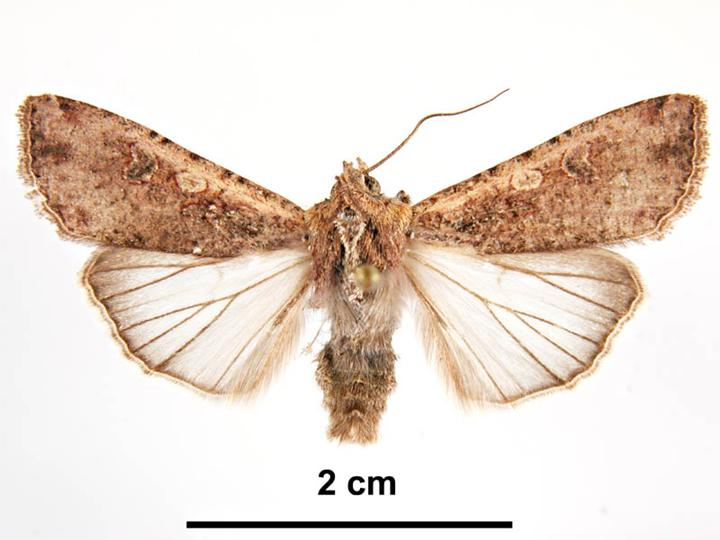
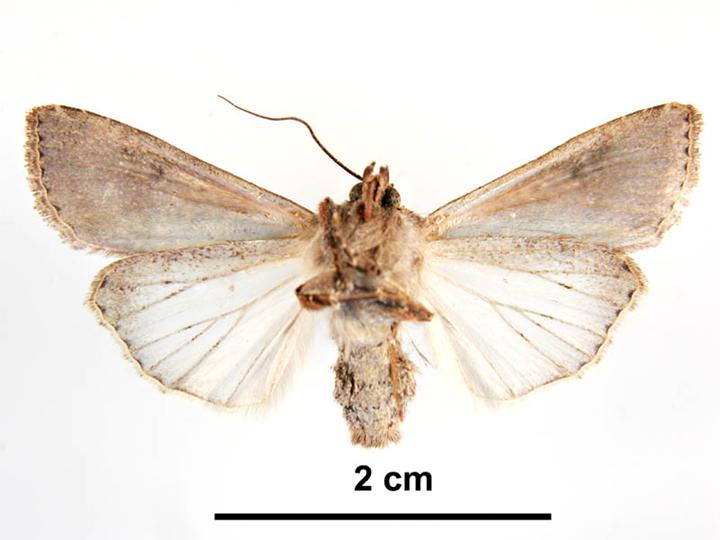
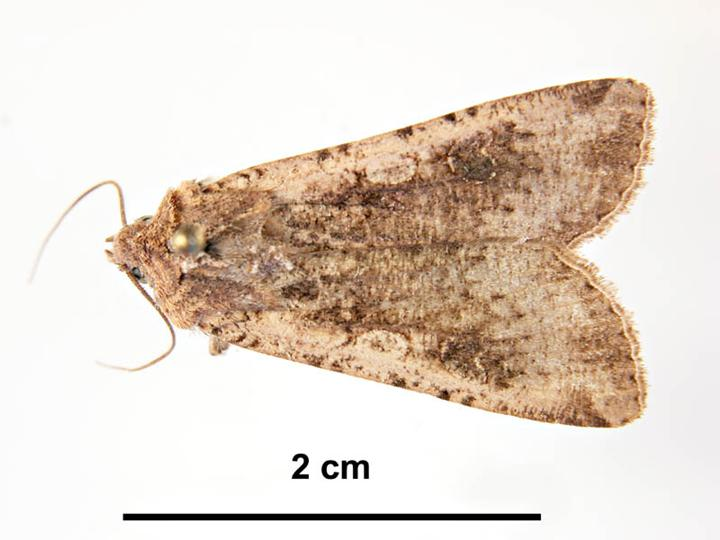